# Opa Sanganté
Opa Sanganté (Diannah-Malari, 1 de fevereiro de 1991) é um futebolista guineense que atua como zagueiro ou volante. Atualmente defende o Dunkerque, time da Ligue 2. Nascido no Senegal e também com nacionalidade francesa, representa a Guiné-Bissau em nível internacional desde 2020.

## Carreira em clubes
Sanganté iniciou a carreira em 2012, no Beauvais, inicialmente atuando no time reserva e sendo promovido ao elenco principal em 2013. Pelo ASBO, foram 55 jogos e um gol marcado. Atuou ainda pelo Chambly na temporada 2015–16 do Championnat National, a terceira divisão francesa, atuando em 27 partidas e marcando um gol.
Em 2016, foi contratado pelo Châteauroux, que também disputava a terceira divisão nacional. A estreia do zagueiro em uma divisão profissional foi na derrota por 3 a 2 para o Brest, válida pela Ligue 2, em julho de 2017.
Deixaria o La Berri em julho de 2023, tendo disputado 210 partidas oficiais (115 pela Ligue 2, 77 pelo Championnat National e 18 em copas nacionais) pelo clube e marcando 7 gols, assinando posteriormente com o Dunkerque, também da segunda divisão francesa.

## Carreira internacional
Nascido no Senegal e radicado na França desde os 6 anos, Sanganté optou em representar a Guiné-Bissau (país de origem de seus avós) em nível profissional, possuindo tripla nacionalidade. Convocado pela primeira vez para os Djurtus em outubro de 2020, a estreia do zagueiro foi justamente contra a Seleção Senegalesa, em novembro do mesmo ano, pelas eliminatórias da Copa das Nações Africanas de 2021 (que seria disputada em 2022), pela qual jogou as 3 partidas da Guiné-Bissau, que terminaria caindo na fase de grupos, com um ponto.
Na edição de 2023, jogou contra Costa do Marfim e Nigéria. Os Djurtus também seriam eliminados na primeira fase, desta vez com a segunda pior campanha na competição (foi uma das 2 seleções que não pontuaram, ao lado da Gâmbia).

## Vida pessoal
Seu primo, Arouna Sanganté, é também zagueiro e se profissionalizou em 2021 no Le Havre.

## Títulos
Châteauroux
- Championnat National: 2016–17